# Мочалов Інар Іванович
Мочалов Інар Іванович — російський вчений в галузі історії науки та філософії науки. Доктор філософських наук. Професор. Академік Російської академії природничих наук (1999). Провідний науковий співробітник Відділу історії наук про Землю Інституту історії природознавства і техніки ім. С. І. Вавілова РАН.

## Наукова діяльність
Дисертація на здобуття вченого ступеня кандидата філософських наук «Рівнодія протилежностей в момент руху і розвитку»  (1961).
Докторська дисертація «Природно-наукові та філософські основи світогляду В. І. Вернадського»  (1971).
Наукові дослідження в галузі історії наук про Землю в Росії (XIX—XX ст.), життєвий шлях та наукова спадщина Володимира Вернадського та їнших російських вчених.